# Ardenniet-(As)
Het mineraal ardenniet-(As) is een silicaat met de chemische formule (Mn2+,Ca,Mg)4(Al,Mg,Fe)6(SiO4)2(Si3O10)(AsO4,VO4)(OH)6. 

## Naamgeving
Het mineraal werd voor het eerst gevonden in Salmchâteau (België) in 1872 en kreeg de naam ardenniet, naar de regio (de Ardennen) waar het werd gevonden. In 2007 werd het hernoemd naar ardenniet-(As), na de ontdekking van ardenniet-(V) in 2005.